# Who Shot Ya?
Who Shot Ya? är en låt från 1994 av Notorious B.I.G. Låten är känd för att ha trissat upp kriget mellan öst- och västkusten i hiphopens USA på grund av att Tupac Shakur trodde att den var en diss mot honom.